# Adjiri Odametey
Adjiri Odametey (Accra, 1963) is een multi-instrumentalist die wereldmuziek speelt en daarbij ook als zanger optreedt.

## Biografie
Adjiri Odametey studeerde met ondersteuning van het Arts Council of Ghana traditionele muziek in Accra. Hij speelde in het Pan African Orchestra, dat hun debuutalbum Opus 1 opnam onder label Real World Records van Peter Gabriel. Andere groepen waarin hij speelde waren: Ghana Dance Ballet, Tarantula, Kalifi Dance Ensemble en Kyirem. Met de laatste groep won hij tweemaal de ECRAG (Entertainment Critics and Reviewers Association of Ghana) award. Tours hebben Adjiri Odametey naar Japan, Canada, Rusland, Alaska en Europa gebracht. In 1993 richtte hij zijn eerste band LASU op waarmee hij voornamelijk in Europa optreedt. Adjiri Odametey en zijn band geven sinds 2003 wereldmuziekconcerten.
Adjiri Odametey speelt gitaar, balafoon, kora, mbira, kalimba en percussie.

## Discografie

### Albums
- 2003: Mala (africmelo records)
- 2008: Etoo (Galileo Music)
- 2008: Teach yourself: Gigbo – Waka – Kpanlogo  (africmelo records)
- 2014: Dzen (africmelo records)
- 2019: Rhythm for Life (africmelo records)
- 2021: Ekonklo (africmelo records)

## Afbeeldingen

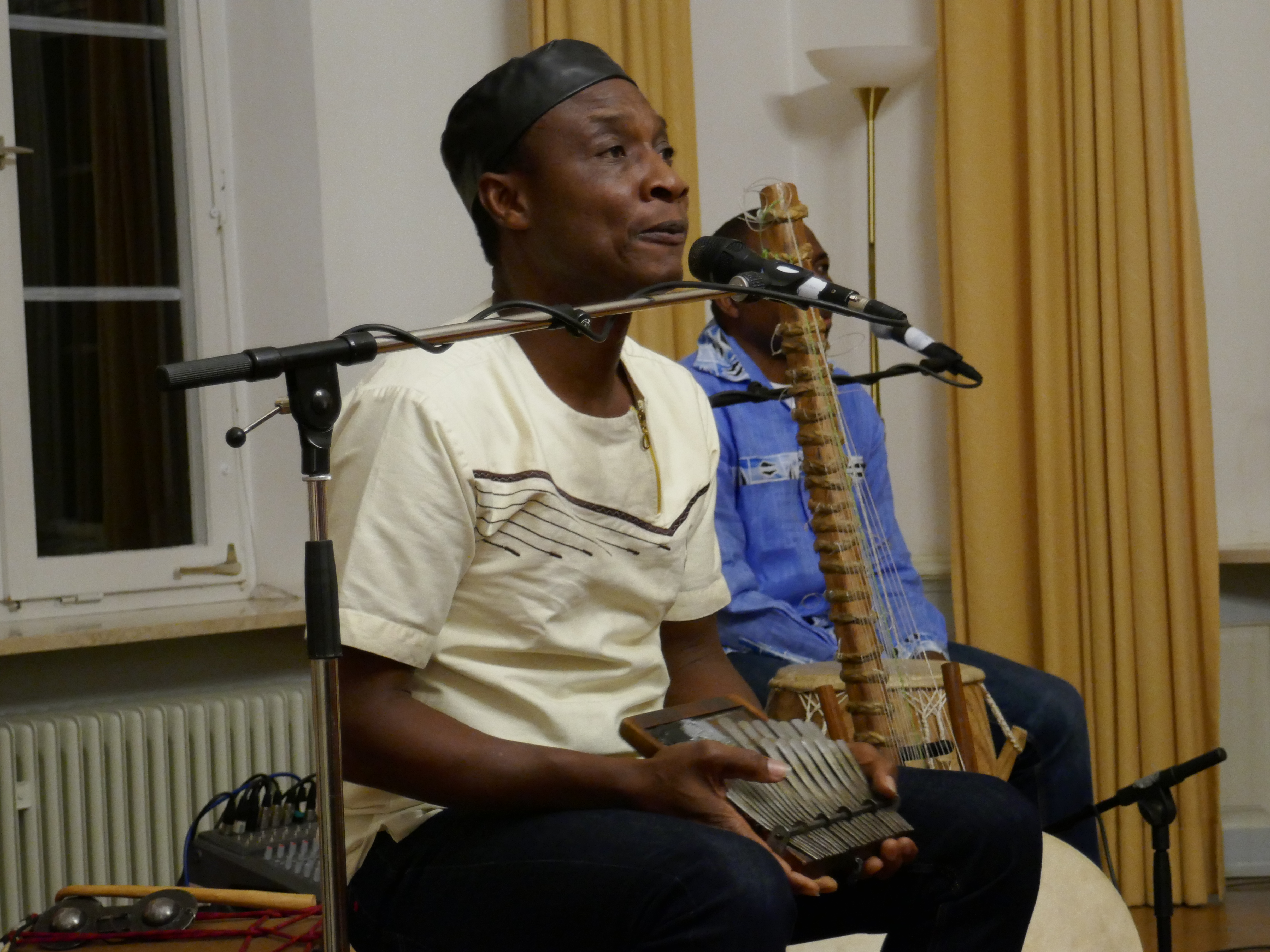
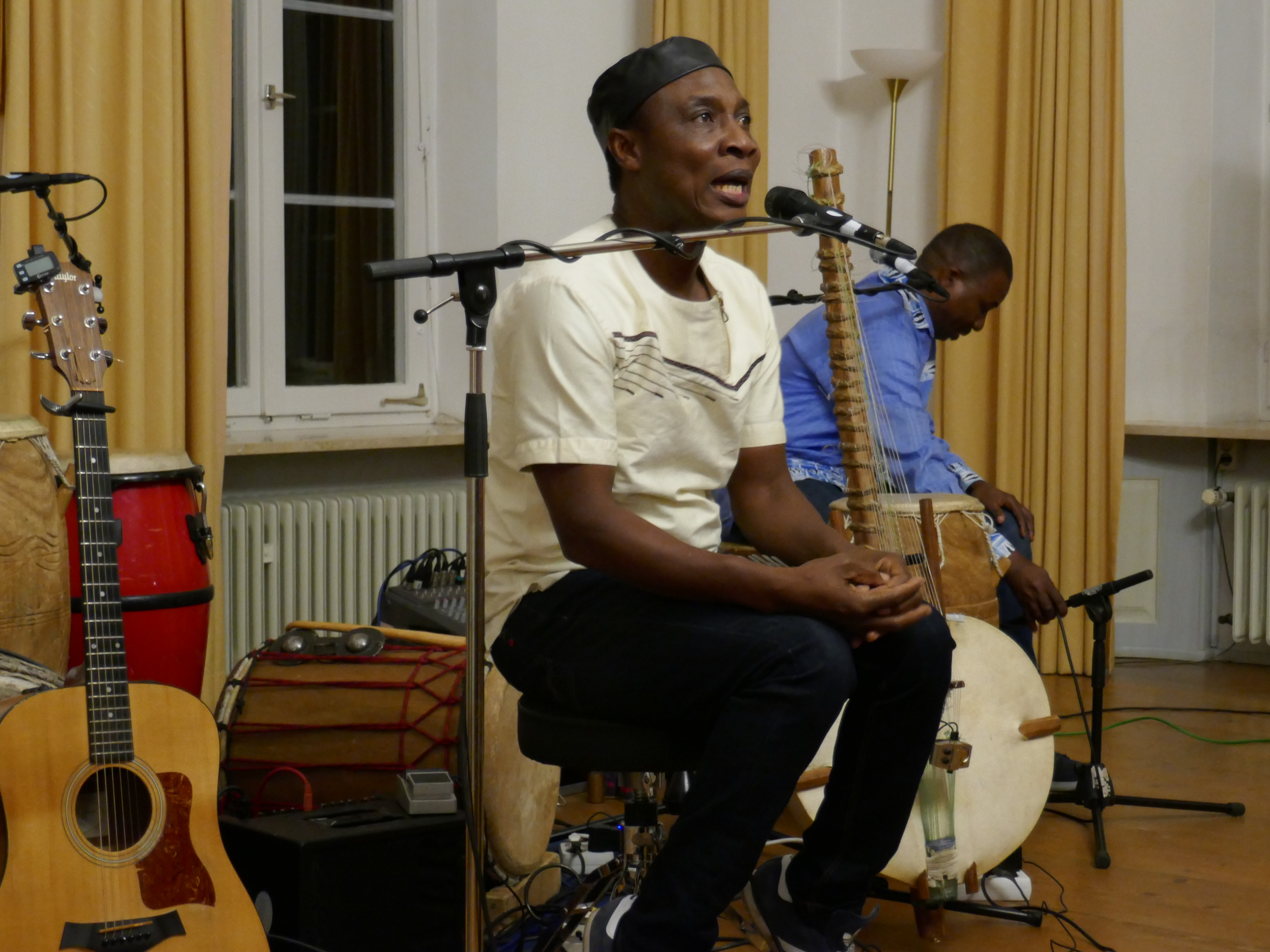

## Websites
- Officiële website van Adjiri Odametey
- Adjiri Odametey bij label Galileo Music
- (de)  Muziek van Adjiri Odametey, Katalog der Deutschen Nationalbibliothek

- Gemeinsame Normdatei: 135482356
- International Standard Name Identifier: 0000 0000 8274 4935
- Library of Congress Control Number: no2010164258
- MusicBrainz: 50b04b62-d4d5-4f32-b3d3-7e05304c30c9
- Virtual International Authority File: 80213282
- WorldCat: E39PBJpv4rfQTphThy9g7h9FKd